# Luzie Nadjafi
Luzie Nadjafi (* 15. Februar 2007) ist eine deutsch-iranische Nachwuchsschauspielerin und Model.

## Werdegang
Dank der Agentur „Momo“ gelang der damals Sechsjährigen ihr Debütfilm Die kalte Wahrheit. In diesem ZDF-Spielfilm spielte sie unter anderem mit Petra Schmidt-Schaller, Torben Liebrecht, Rainer Bock und Ann-Kathrin Kramer. Kurz danach begannen 2015 die Dreharbeiten zu Böse Wetter – Das Geheimnis der Vergangenheit, welcher dann im Oktober 2016 im Ersten ausgestrahlt wurde. Es folgten Körper der Astronauten im Jahr 2017. Im Alter von elf Jahren stand sie in Kinofilmen wie Morgen sind wir frei und, mit ihrem sechsten Filmprojekt, Die Schule der magischen Tiere, vor der Kamera.
Des Weiteren entstand 2019 der Kurzfilm einer Fechtschule, wo sie die Fechtschule Düren repräsentierte.
Durch ihre Schwester, Nelly Nadjafi begann auch Luzie als Kindermodel für verschiedene Marken zu modeln.

## Filmografie
- 2014: Die kalte Wahrheit (Fernsehfilm)
- 2016: Böse Wetter – Das Geheimnis der Vergangenheit
- 2017: Die Körper der Astronauten
- 2019: Morgen sind wir frei
- 2021: Die Schule der magischen Tiere
- 2022: Die Schule der magischen Tiere 2